# Moundsville (Virgínia Ocidental)
Moundsville é uma cidade localizada no estado norte-americano de Virgínia Ocidental, no Condado de Marshall.

## Demografia
Segundo o censo norte-americano de 2000, a sua população era de 9998 habitantes.
Em 2006, foi estimada uma população de 9455, um decréscimo de 543 (-5.4%).

## Geografia
De acordo com o United States Census Bureau tem uma área de
8,7 km², dos quais 7,6 km² cobertos por terra e 1,1 km² cobertos por água. Moundsville localiza-se a aproximadamente 396 m acima do nível do mar.

## Localidades na vizinhança
O diagrama seguinte representa as localidades num raio de 12 km ao redor de Moundsville.